# María José Becerra Moro
María José Becerra Moro (Santiago, 22 de mayo de 1978) es una economista, investigadora y académica chilena, miembro del Partido Socialista de Chile (PS). Desde el 26 de febrero de 2024 se desempeña como gerenta general del Servicio de Cooperación Técnica, Sercotec.

## Estudios
Realizó sus estudios superiores en la carrera de ingeniería comercial en la Universidad de Chile, y luego cursó el máster en ciencias de la investigación en estudios del desarrollo de la London School of Economics and Political Science, en Inglaterra. 

## Trayectoria profesional
Ha desarrollado su experiencia profesional como “policy maker” en las áreas de desarrollo económico, protección social y sistema de pensiones, desarrollo productivo en pymes y política industrial, cooperativas, mercado del trabajo, economía social, asociatividad, derechos humanos y políticas de infancia. 
En el ámbito público, fue jefa de la División de Asociatividad y Economía Social del Ministerio de Economía, directora del área económica en la División de Coordinación Interministerial de la Secretaría General de la Presidencia de la República, directora del Departamento de Estudios de JUNJI- Ministerio de Educación y directora internacional del Consejo Nacional de la Infancia. Hasta febrero de 2024 ejerció como jefa de la Dirección de Estudios Previsionales de la Subsecretaría de Previsión Social del Gobierno de Chile.

## Trayectoria académica e investigación
En el ámbito académico ha sido docente de pre y posgrado en las áreas disciplinares de microeconomía, macroeconomía, econometría, políticas públicas, economía ambiental y economía feminista. Además de directora de la Escuela de Economía y Administración y directora de carreras de la Facultad de Economía, Gobierno y Comunicaciones de la Universidad Central de Chile. 